# Persone di nome Derrick
| Questa pagina contiene informazioni ricavate automaticamente dalle voci biografiche con l'ausilio del template Bio e di un bot. L'aggiornamento è periodico e automatico e ricostruisce completamente la pagina. Se manca una persona in questa lista, sei pregato di non aggiungerla, ma accertati piuttosto che la sua voce biografica contenga il template Bio e che i dati anagrafici siano correttamente compilati. Se il template Bio manca, inseriscilo tu stesso o, in alternativa, metti l'avviso {{tmp\|Bio}} che ne segnala la mancanza. Se i dati riportati sono sbagliati, correggi direttamente la voce biografica; le modifiche saranno visibili in questa lista entro pochi giorni. Per chiarimenti vedi il progetto antroponimi. La lista contiene solo le 92 persone che sono citate nell'enciclopedia e per le quali è stato implementato correttamente il template Bio. Pagina aggiornata al 6 mag 2025. |

Questa è una lista di persone presenti nell'enciclopedia che hanno il nome Derrick, suddivise per attività principale.

## Allenatori di calcio(1)
- Derrick Pereira, allenatore di calcio e ex calciatore indiano (Goa, n. 1962)

## Allenatori di pallacanestro(2)
- Derrick Allen, allenatore di pallacanestro e ex cestista statunitense (Gadsden, n. 1980)
- Derrick Alston, allenatore di pallacanestro e ex cestista statunitense (New York, n. 1972)

## Artisti marziali misti(1)
- Derrick Lewis, artista marziale misto statunitense (New Orleans, n. 1985)

## Attori(4)
- Derrick Baskin, attore statunitense (Bronx, n. 1975)
- Derrick Branche, attore britannico (Bombay, n. 1947)
- Derrick De Marney, attore britannico (Brentford, n. 1906 - Frimley, † 1978)
- Derrick O'Connor, attore irlandese (Dublino, n. 1941 - Santa Barbara, † 2018)

## Batteristi(1)
- Derrick Plourde, batterista statunitense (Goleta, n. 1971 - † 2005)

## Calciatori(11)
- Derrick Etienne, calciatore statunitense (Richmond, n. 1996)
- Derrick Etienne, ex calciatore haitiano (Nyack, n. 1974)
- Derrick Jones, calciatore ghanese (Bantama, n. 1997)
- Derrick Kakooza, calciatore ugandese (Kampala, n. 2002)
- Derrick Köhn, calciatore tedesco (Amburgo, n. 1999)
- Derrick Luckassen, calciatore olandese (Amsterdam, n. 1995)
- Derrick Mensah, calciatore ghanese (n. 1995)
- Derrick Nsibambi, calciatore ugandese (Kampala, n. 1994)
- Derrick Sasraku, calciatore ghanese (Accra, n. 1994)
- Derrick Tshimanga, calciatore congolese (Repubblica Democratica del Congo) (Kinshasa, n. 1988)
- Derrick Williams, calciatore irlandese (Amburgo, n. 1993)

## Cantanti(1)
- Derrick Green, cantante statunitense (Cleveland, n. 1971)

## Cestisti(32)
- Derrick Alston, cestista statunitense (Houston, n. 1997)
- Derrick Brown, ex cestista statunitense (Oakland, n. 1987)
- Derrick Byars, ex cestista statunitense (Memphis, n. 1984)
- Derrick Caracter, ex cestista statunitense (Fanwood, n. 1988)
- Derrick Chandler, ex cestista statunitense (Washington, n. 1970)
- Derrick Chievous, ex cestista statunitense (New York, n. 1967)
- Derrick Coleman, ex cestista statunitense (Mobile, n. 1967)
- Derrick Colter, cestista statunitense (Forestville, n. 1994)
- Derrick Davenport, ex cestista statunitense (Indianapolis, n. 1978)
- Derrick Dial, ex cestista statunitense (Detroit, n. 1975)
- Derrick Favors, cestista statunitense (Atlanta, n. 1991)
- D.J. Fenner, cestista statunitense (Seattle, n. 1993)
- Derrick Gervin, ex cestista statunitense (Detroit, n. 1963)
- Derrick Jackson, ex cestista statunitense (Wheaton, n. 1956)
- Isaiah Joe, cestista statunitense (Fort Smith, n. 1999)
- Derrick Jones, cestista statunitense (Chester, n. 1997)
- Derrick Lewis, ex cestista statunitense (Tarboro, n. 1966)
- Derrick Low, ex cestista statunitense (Honolulu, n. 1986)
- Rick Mahorn, ex cestista e allenatore di pallacanestro statunitense (Hartford, n. 1958)
- Derrick Marks, cestista statunitense (Chicago, n. 1993)
- Derrick McKey, ex cestista statunitense (Meridian, n. 1966)
- Derrick Nix, cestista statunitense (Detroit, n. 1990)
- Derrick Obasohan, ex cestista nigeriano (Houston, n. 1981)
- Derrick Phelps, ex cestista e allenatore di pallacanestro statunitense (Queens, n. 1972)
- Derrick Rose, ex cestista statunitense (Chicago, n. 1988)
- Derrick Rowland, ex cestista e allenatore di pallacanestro statunitense (Brookhaven, n. 1959)
- Derrick Sharp, ex cestista e allenatore di pallacanestro statunitense (Orlando, n. 1971)
- Derrick Taylor, ex cestista e allenatore di pallacanestro statunitense (Baton Rouge, n. 1963)
- Derrick Walton, cestista statunitense (Detroit, n. 1995)
- Derrick White, cestista statunitense (Parker, n. 1994)
- Derrick Williams, cestista statunitense (La Mirada, n. 1991)
- Derrick Zimmerman, ex cestista statunitense (Monroe, n. 1981)

## Giocatori di football americano(24)
- Derrick Alexander, ex giocatore di football americano statunitense (Detroit, n. 1971)
- Derrick Alexander, ex giocatore di football americano statunitense (Jacksonville, n. 1973)
- Derrick Barnes, giocatore di football americano statunitense (Covington, n. 1999)
- Derrick Brooks, ex giocatore di football americano statunitense (Pensacola, n. 1973)
- Derrick Brown, giocatore di football americano statunitense (Sugar Hill, n. 1998)
- Derrick Burgess, ex giocatore di football americano statunitense (Lake City, n. 1978)
- Derrick Burroughs, ex giocatore di football americano e allenatore di football americano statunitense (Mobile, n. 1962)
- Derrick Coleman, ex giocatore di football americano statunitense (Los Angeles, n. 1990)
- Derrick Deese, ex giocatore di football americano statunitense (Culver City, n. 1970)
- Derrick Fenner, ex giocatore di football americano statunitense (Washington, n. 1967)
- Jabar Gaffney, giocatore di football americano statunitense (San Antonio, n. 1980)
- Derrick Gibson, ex giocatore di football americano statunitense (Miami, n. 1979)
- Derrick Gray, giocatore di football americano statunitense (Silver Spring, n. 1985)
- Derrick Harmon, giocatore di football americano statunitense (Detroit, n. 2003)
- Derrick Harvey jr, giocatore di football americano statunitense (Akron, n. 1998)
- Derrick Hatchett, ex giocatore di football americano statunitense (Bryan, n. 1958)
- Derrick Henry, giocatore di football americano statunitense (Yulee, n. 1994)
- Derrick Johnson, ex giocatore di football americano statunitense (Waco, n. 1982)
- Derrick Jones, giocatore di football americano statunitense (Eupora, n. 1992)
- Derrick Kindred, giocatore di football americano statunitense (San Antonio, n. 1993)
- Derrick Morgan, ex giocatore di football americano statunitense (Lancaster, n. 1989)
- Derrick Nnadi, giocatore di football americano statunitense (Virginia Beach, n. 1996)
- Derrick Thomas, giocatore di football americano statunitense (Miami, n. 1967 - Miami, † 2000)
- Deshaun Watson, giocatore di football americano statunitense (Gainesville, n. 1995)

## Matematici(1)
- Derrick Norman Lehmer, matematico statunitense (Somerset, n. 1867 - Berkeley, † 1938)

## Musicisti(1)
- Derrick May, musicista statunitense (Detroit, n. 1963)

## Ostacolisti(1)
- Derrick Adkins, ex ostacolista statunitense (New York, n. 1970)

## Pattinatori di short track(1)
- Derrick Campbell, ex pattinatore di short track canadese (Cambridge, n. 1972)

## Politici(1)
- Derrick Van Orden, politico statunitense (Contea di Hennepin, n. 1969)

## Produttori discografici(1)
- Derrick Harriott, produttore discografico e cantante giamaicano (Kingston, n. 1939)

## Rapper(2)
- Nine, rapper statunitense (New York, n. 1969)
- Fredo Santana, rapper statunitense (Chicago, n. 1990 - Los Angeles, † 2018)

## Registi(1)
- Derrick Borte, regista, sceneggiatore e produttore cinematografico tedesco (Francoforte sul Meno, n. 1967)

## Rugbisti a 15(1)
- Derrick Appiah, rugbista a 15 italiano (Modena, n. 1994)

## Sceneggiatori(1)
- Derrick Beckles, sceneggiatore, regista e attore statunitense (Scarborough)

## Sociologi(1)
- Derrick de Kerckhove, sociologo e giornalista belga (Wanze, n. 1944)

## Tennisti(1)
- Derrick Rostagno, ex tennista e avvocato statunitense (Hollywood, n. 1965)

## Velocisti(2)
- Derrick Atkins, ex velocista bahamense (Giamaica, n. 1984)
- Derrick Brew, ex velocista statunitense (Houston, n. 1977)